# Pistolet Obregon
Obregon – meksykański pistolet samopowtarzalny kalibru .45 ACP
W pierwszej połowie lat trzydziestych Alejandro Obregon skonstruował pistolet będący połączeniem mechanizmów pistoletu Colt M1911 i Steyr M1912. Z Colta zapożyczono konstrukcję mechanizmu spustowego i uderzeniowego, ze Steyra sposób ryglowania.
W 1934 roku A. Obregon opatentował swój pistolet i w tym samym roku rozpoczęto jego produkcję w Fabrica Nacional de Armas w Meksyku. Do momentu zakończenia produkcji w 1938 roku wyprodukowano ok. 800–1000 tych pistoletów.
Produkcję zakończono ponieważ ani armia, ani policja meksykańska nie przyjęły pistoletu Obregon do uzbrojenia. Wyprodukowane egzemplarze zostały sprzedane na rynku cywilnym.

## Opis konstrukcji
Pistolet Obregon działa na zasadzie krótkiego odrzutu lufy, zamek ryglowany przez obrót lufy. Lufa jest związana z zamkiem za pomocą dwóch rygli na górnej powierzchni lufy współpracujących z wycięciami ryglowymi w zamku. U spodu lufy znajduje się występ współpracujący z wycięciem w szkielecie (zapewnia obrót lufy podczas ryglowania). Mechanizm spustowo-uderzeniowy kurkowy bez samonapinania (SA). Bezpiecznik zewnętrzny na lewej stronie szkieletu. Po wystrzeleniu ostatniego naboju z magazynka zamek zatrzymuje się w tylnym położeniu na zaczepie zamka. Stałe przyrządy celownicze składające się z muszki i szczerbinki. Magazynek 7-nabojowy, jednorzędowy.